# Jan de Melker
Johannes Antonie (Jan) de Melker (Rotterdam, 14 maart 1928 – 1997) was een Nederlands beeldhouwer, houtdraaier en ontwerper.

## Loopbaan
Jan de Melker studeerde aan de Academie voor Beeldende Kunsten in Rotterdam en de École Nationale Supérieure des Beaux-Arts in Parijs. Hij werd lid van de GKf beroepsvereniging van fotografen (GKf) en van de kunstenaarsvereniging Goois Scheppend Ambacht Hilversum (GSA). Les kreeg hij van L. van Hubert.
In 1949 verhuisde hij van Rotterdam naar Amsterdam en vestigde zich met zijn vrouw Lena Quist in 1969 in Oostendorp bij Elburg.
Zijn werk Stier van Kreta hangt werd aan de muur van een gymzaal van aan de Paulus Potterlaan in Soest. 
Een van zijn activiteiten was het maken van houten speelgoed. Zo verscheen zijn bordspel Het Vrolijke Melkers-Spel (Winterswijk 1940).
Oorlogsmonument

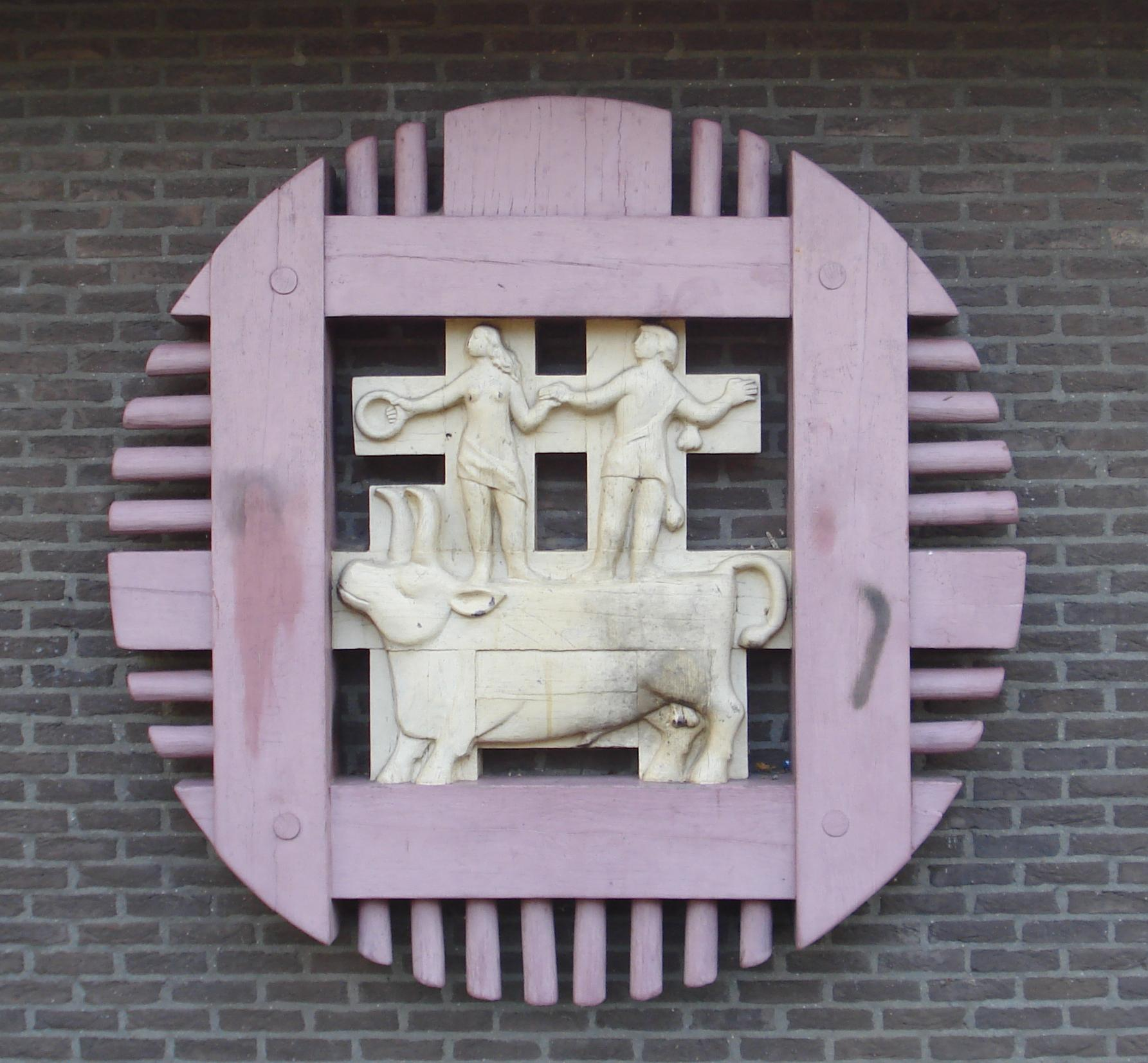
Stier van Kreta

In 1964 maakte hij een oorlogsmonument voor Doornspijk ter herdenking van slachtoffers en vervolgden in Nederland. Het oorlogsmonument aan de Veldweg bestaat uit een bronzen sculptuur waarin een aantal reliëfs is aangebracht.  Het gedenkteken is 1 meter 50 hoog, 50 centimeter breed en 50 centimeter diep. Aan de bovenzijde zijn de namen van oorlogsslachtoffers ingegraveerd.
- RKD-Nederlands Instituut voor Kunstgeschiedenis: 55117